# 11月6日 (旧暦)
旧暦11月6日（きゅうれきじゅういちがつむいか）は旧暦11月の6日目である。六曜は仏滅である。

## できごと
- 天正6年（ユリウス暦1578年12月4日） - 織田信長の水軍が毛利氏と海戦。毛利水軍を破る

## 誕生日
- 享保2年（グレゴリオ暦1717年12月8日） - 長久保赤水、地理学者・漢学者（+ 1801年）

## 忌日
- 建保2年（ユリウス暦1214年12月8日） - 佐々木高綱、武将（* 1160年）
- 嘉永元年（グレゴリオ暦1848年12月1日） - 曲亭馬琴（滝沢馬琴）、小説家（* 1767年）